# エドウィン・ヒル＝トレヴァー (初代トレヴァー男爵)
初代トレヴァー男爵アーサー・エドウィン・ヒル＝トレヴァー（Arthur Edwin Hill-Trevor, 1st Baron Trevor、出生名アーサー・エドウィン・ヒル（Arthur Edwin Hill）、1819年11月4日 – 1894年12月25日）は、イギリスの政治家、貴族。ダウンシャー侯爵家のヤンガーサン（次男以降）であり、保守党所属の庶民院議員を35年間務めたのち、男爵に叙された。叙爵以前はエドウィン・ヒル卿（Lord Edwin Hill）の称号を使用した。

## 生涯
第3代ダウンシャー侯爵アーサー・ヒルとマリア・ウィンザー（Maria Windsor、1790年5月30日 – 1855年4月7日、第5代プリマス伯爵アザー・ウィンザーの娘）の三男として、1819年11月4日にダウン県のヒルズバラ城で生まれた。イートン・カレッジで教育を受けた後、1838年3月28日にオックスフォード大学ベリオール・カレッジに入学、1843年にB.A.の学位を修得し、1865年にM.A.の学位を授与された。1844年から1845年にかけてアイルランド総督付寝室侍従（Gentleman of the Bedchamber）を務めた。
1845年に父が死去して、ダウン選挙区選出庶民院議員だった兄アーサーがダウンシャー侯爵位を継承すると、ヒルは同年6月にダウン選挙区の補欠選挙に出馬、無投票で当選した。その後、1847年イギリス総選挙において無投票で再選、1852年と1857年の総選挙ではそれぞれ5,839票、4,654票（いずれも得票数1位）で再選した。1859年、1865年、1868年の総選挙では無投票、1874年の総選挙では5,029票（得票数1位）で再選した。1880年イギリス総選挙をもって議員を退任、同年5月5日に連合王国貴族であるデンビー州ブリンキナルトのトレヴァー男爵に叙された。
地方政治では1854年3月にノッティンガムシャーの副統監に任命された。1862年8月11日に遠戚にあたる第3代ダンガノン子爵アーサー・ヒル＝トレヴァーが死去すると、その遺産を相続し、これに伴い同年9月9日に認可状を得て姓をヒル＝トレヴァーに改めた。1863年2月24日、北シュロップシャー・ヨーマンリー連隊のSecond Majorに任命された。南ノッティンガムシャー・ヨーマンリー連隊では中尉だったが、1863年3月ごろに辞任した。また南ダウン民兵隊では副隊長（中佐）だった。1883年時点でダウン県に11,010エーカー、アントリム県に8,372エーカー、アーマー県に1,219エーカー、シュロップシャーに1,743エーカー、フリントシャーに954エーカー、デンビーシャーに396エーカーの領地を所有し、合計で年収17,700ポンドに相当したほか、ナイツブリッジにも不動産を所有した。
1894年12月25日にベルグレヴィアのベルグレイヴ・スクエア25号で病死、29日にデンビーシャーのチャーク（現クルイド州の一部）で埋葬された。息子アーサー・ウィリアムが爵位を継承した。

## 家族
1848年6月27日、メアリー・エミリー・サットン（Mary Emily Sutton、1830年ごろ – 1855年1月24日、第2代準男爵サー・リチャード・サットンの娘）と結婚、1男1女をもうけた。
- ガートルード・メアリー（1850年11月12日 – 1870年2月1日[10]）
- アーサー・ウィリアム（1852年11月19日 – 1923年5月19日） - 第2代トレヴァー男爵[1]

1858年4月15日、メアリー・キャサリン・カーゾン（Mary Catherine Curzon、1837年12月14日 – 1911年8月20日、アルフレッド・カーゾン閣下の娘）と再婚、6男6女をもうけた。
- ジョージ・エドウィン（1859年11月15日 – 1922年7月21日） - 1893年4月26日、エセル・ジョージナ・メアリー・チャップマン（Ethel Georgina Mary Chapman、ヒルヤー・チャップマンの娘）と結婚、1男（1895年12月31日 – 1914年12月21日）をもうけたが、2人は1910年に離婚した。1910年10月22日にヘレン・スアート（Helen Suart、1919年5月28日没、トマス・スアートの娘）と再婚[11]
- イーディス・マリア（1861年3月30日 – 1940年11月14日） - 1890年7月31日、オーガスタス・ウィリアム・ウェスト（Augustus William West、1929年8月2日没、サー・アルジャーノン・ウェスト（英語版）の息子）と結婚[12]
- ニーナ・エミリー（1862年11月22日 – 1894年7月26日[11]）
- チャールズ・エドワード（1863年12月22日 – 1950年12月22日） - 第3代トレヴァー男爵[1]
- マイケル・ローランド（1866年3月16日 – 1877年12月7日[11]）
- メアリー・アリス（1867年1月30日 – 1867年8月20日[10]）
- ネヴィル・ウィンザー（1869年1月23日 – 1900年1月24日） - 陸軍軍人。第二次ボーア戦争で戦死、生涯未婚[11]
- レイラ・ソフィー（1870年9月18日 – 1937年3月6日[12]）
- マーカス・リチャード（1872年9月25日 – 1918年1月6日） - 第二次ボーア戦争と第一次世界大戦に参戦。生涯未婚[11]
- アーサー・ユースタス（1876年7月15日 – 1916年3月20日） - 生涯未婚[11]
- メアリー（1878年9月12日 – 1962年9月3日） - 1901年1月2日、庶民院議員ジェームズ・アーチボルド・モリソン（英語版）と結婚して、子女をもうけたが、1913年に離婚した。1915年10月9日、探検家ダグラス・カラザーズ（英語版）と再婚[12]
- アン（1881年5月18日 – 1881年5月21日[11]）